# Дума Усть-Ордынского Бурятского автономного округа
Дума Усть-Ордынского Бурятского автономного округа (бур. Усть-Ордын Буряадай автономито тойрогой дүүмэ) — законодательный (представительный) однопалатный орган государственной власти Усть-Ордынского Бурятского автономного округа, являлся постоянно действующим высшим и единственным органом законодательной власти округа. До 1995 года называлась Законодательным собранием.
На основании части 1 ст. 104 Конституции Российской Федерации, обладал правом законодательной инициативы. Состоял из 18 депутатов.

## Фракции

### 3 созыв (2000—2005)
Был избран избран 19 ноября 2000 года

### 4 созыв (2004—2008)
14 марта 2004 года прошли выборы. 9 из 18 мест по партийным спискам. ЕР — 58,81 % (6), КПРФ — 22,72 % (2)
После референдума об объединении был ликвидирован в 13.12.2008

### Председатель
- Хутанов, Леонид Александрович (14 апреля 1994 — 2 апреля 2001)   до 1995 как председатель Законодательного Собрания Усть-Ордынского Бурятского автономного округа
- Хориноев, Алексей Протасович (2 апреля 2001 — 14 марта 2004)
- Морохоева, Ирина Петровна (14 марта 2004 — 31 декабря 2007)